# Niobe, regina di Tebe
Pour les articles homonymes, voir Niobé.
Personnages
- Niobé, reine de Thèbes, soprano
- Anfione, roi de Thèbes, castrat
- Créonte, prince de Thessalie, alto-castrat
- Poliferno, adversaire de Créonte, prince de Thessalie, basse
- Nerea, nourrice des enfants de Niobé, contralto
- Tiberino, fils du roi d'Albe ténor
- Manto, prêtresse du temple de Léto, soprano
- Tiresia, père de Manto, Grand prêtre de Léto, basse
- Clearte, prince et adversaire d'Amphion, secrètement amoureux de Niobé, ténor

Niobe, regina di Tebe (Niobé, reine de Thèbes) est un opéra en trois actes d'Agostino Steffani, sur un livret de Luigi Orlandi, d'après les Métamorphoses d'Ovide. La première eut lieu le 5 janvier 1688 au Hoftheater de Munich, pendant la saison du carnaval. Il s'agit du dernier opéra composé par Steffani pour Munich et de son premier opéra inspiré d'un mythe grec.

## Distribution
| Personnages | Tessiture    | Créateur du rôle |
| ----------- | ------------ | ---------------- |
| Niobé       | soprano      |                  |
| Anfione     | castrat      | Clementin Hader  |
| Créonte     | Alto-castrat |                  |
| Poliferno   | basse        |                  |
| Nerea       | contralto    |                  |
| Tiberino    | ténor        |                  |
| Manto       | soprano      |                  |
| Tiresia     | basse        |                  |
| Clearte     | ténor        |                  |

Courtisans, bergers, enfants de Niobé, esprits

## Argument

### Acte I
Anfione a décidé de confier la régence à son épouse Niobé. Il nomme pour l'aider Clearte (Venga Clearte !), jusqu'alors retiré dans la forêt (Ecco a'piè di chi impera) à cause de son amour inassouvi pour Niobé qui le persuade de revenir à la cour (Clearte !... Ahi, fiera guerra). Nerea, la nourrice de Niobé, qui est la seule à savoir que Clearte est encore amoureux de la reine, tente de réconforter ce dernier (Che sento ?... E che mai disse ?). 
Tiberino, fils du roi d'Albe, qui veut conquérir Thèbes (Della famosa Tebe ecco, amici, le selve), sauve Manto, jeune thébaine, prêtresse de la déesse Léto (Suon di lontana caccia - Se la vita a me donasti). Les deux jeunes gens tombent amoureux et le jeune homme est alors présenté au père de Manto, le prêtre aveugle Tiresia (Figlia, ove sei, tesor dell'alma mia?).
Poliferno le magicien souhaite venger sa sœur Dirce. Celle-ci, ancienne souveraine légitime de Thèbes, fut assassinée avec son époux Lico par Anfione. Encouragé par Poliferno (Dormi, Creonte), Créonte, fils du roi de Thessalie, rêve de conquérir Niobé (Dove, sciolti a volo i vanni). Poliferno promet de l'aider : Créonte devra vaincre Thèbes, tuer Anfione et réclamer Niobé pour épouse (Nuovo soglio, e nuova bella). 
Alors qu'Anfione s'est retiré dans le Palais de l'Harmonie pour trouver la paix (Sfere amiche, or date al labbro), Niobé va le trouver pour lui déclarer son amour (Anfione, mio desio, mio tesoro, cor mio!), mais Clearte interrompt le couple et leur apprend que Thèbes est attaquée par des guerriers thessaliens (Eccola!... Ahi cor, resisti). Anfione part alors se préparer au combat (E di sasso chi non t'ama), tandis que Clearte, resté seul avec Niobé et Nerea, tente de déclarer son amour à Niobé (E tu, qual gelo o sasso) mais, faute de courage, renonce (C'ho da morir tacendo). 
Poliferno guide Creonte vers le palais royal par un sentier mystérieux (Ecco Tebe) et appelle les esprits des enfers à se réjouir de la destruction de Thèbes (O di Lico infelice consorte), tout en se lamentant sur le sort de sa sœur (O di Lico infelice consorte).
Par son chant, Anfione fait se lever les murs protecteurs de Thèbes (Come padre, e come Dio). Niobé déclare alors qu'il est un dieu (Niobe ove giungi?). Tiresia s'en offusque mais est insulté par Niobé en retour (O d'insano ardimento). Il réclame alors vengeance aux dieux (Di strali e fulmini), soutenu par Tiberino et Manto (discaccia il duolo). Ces derniers s'avouent leur amour (Nel mio seno, a poco a poco - O stravaganza; in petto nutre la fiamma), célébré par une danse.

### Acte II
Poliferno conduit Creonte au palais et lui explique son plan pour que ce dernier puisse obtenir Niobe (Ritornate agli abissi). 
Niobé ordonne à Clearte de prendre place sur le trône à ses côtés (Vien al fine la bella). Anfione, voyant Clearte sur le trône, demande des explications à son épouse (Giunge il Re). Elle convainc son mari que sa place est au ciel, parmi les étoiles (Ascendo alle stelle). Poliferno recourt alors à la magie pour réunir Creonte et Niobé et pour qu'Anfione soit emmené par des esprits maléfiques (Numi tartarei).
Alors que Tiberino vient d'apprendre de Tiresia qu'il ne conquerra pas Thèbes (Confuse potenze), Manto lui demande de confirmer qu'il l'aime. Ce dernier, encore sous le choc de la révélation de son échec, reste évasif, ce qui attriste Manto (Il tuo sguardo, o bella mia).
Poliferno, sous les traits de Mercure, mène Niobé jusqu'à ce qu'elle pense être le Ciel (Chi sei ? Dove mi guidi?) pour qu'elle rencontre Creonte, déguisé en Mars (Mira, già il Dio guerriero), qui lui avoue son désir (Lascio l'armi e cedo il campo). Niobé tombe sous le charme du faux dieu (T'accosta, o Dea terrena, T'abbraccio, mia Diva). 
Tiresia révèle à Anfione que Niobé a succombé à Créonte grâce à la ruse de Poliferno (Tu mi laceri il core). Anfione médite sa vengeance (Ed ancor neghittosi).
Nerea, la nourrice de Niobé, reçoit les confidences de Manto, qui se lamente sur la froideur de Tiberino (Ahi, crudel!), puis de Tiberino qui dit aimer toujours Manto (Mi commove a pietade). Pourtant, Nerea doute de la sincérité des hommes (O che dolci concetti).

### Acte III
Niobé s'évanouit alors qu'elle et Créonte goûtent aux joies de l'amour (Delle celesti sogli, Amami e vederai). Poliferno fait alors irruption et conseille à Créonte de fuir car les dieux, furieux de l'usurpation de Créonte, cherchent à se venger de lui (Fuggi, Creonte, fuggi). Il se décide à fuir, désolé de devoir quitter Niobé. Cette dernière est surprise par Anfione qui la ranime et lui explique la supercherie (Qui, dove muto e solo). Niobé est au désespoir (Contro il Ciel che m'ha schernita). 
Alors que l'amour de Manto et Tiberino, réconciliés, est béni par Tiresia au Temple de Latone (Con eterni legami), Manto décide de faire une offrande à la déesse. Niobé, indignée, déclare qu'elle est seule à descendre des dieux et qu'elle devrait dès lors être honorée comme telle (Foste al fine pietosi). Elle détruit alors l'autel de Latone et de ses enfants, Apollon et Diane. Sur ces entrefaites elle demande à Clearte de faire venir ses enfants pour qu'il partage son triomphe (Senza indugio, Clearte). Nerea prédit alors la vengeance des dieux et se lamente du comportement de Niobé (Affé ch'è un brutto intrigo). 
Tandis que Clearte fait entrer les enfants de Niobé dans le temple (Tutta gioia e tutto riso), un incendie est déclenché par les dieux (Ma, lasso, insin dal centro). Le palais s'embrase et les enfants de Niobé et d'Anfione sont tués. Anfione, comprenant ce qui arrive, se suicide de douleur (Ma, che scorgo ?). En voyant son époux et ses enfants morts (Fermati ! ... Niobe !), Niobé se lamente (Inopportuno arrivo) et finit par se transformer en rocher (Funeste immagini) 
Créonte est proclamé nouveau souverain de Thèbes. Il bannit alors Poliferno (Doma è già Tebe) et donne sa bénédiction au mariage de Tiberino et de Manto (Or voi, felici amanti).

## Orchestration
Premiers violons, Seconds violons, Altos, Violoncelles, Contrebasse, Viole de gambe, Théorbe, Harpe, Clavecin, Flûte, Hautbois, Basson, Trompette, Timbale

## Discographie sélective
- 2010 - Véronique Gens (Niobé, reine de Thèbes), Jacek Laszczkowski (Anfione, roi de Thèbes), Iestyn Davies (Creonte, roi de Thessalie), Alastaire Miles (Poliferno), Delphine Galou (Nerea), Lothar Odinius (Tiberino), Amanda Forsythe (Manto), Bruno Taddia (Tiresia), Tim Mead (Clearte) - Balthasar-Neumann Ensemble, Thomas Hengelbrock (dir.) - BBC Radio - Opus arte
- 2015 - Karina Gauvin (Niobé), Philippe Jaroussky (Anfione), Terry Wey (Créonte), Jesse Blumberg (Poliferno), José Lemos (Nerea), Colin Balzer (Tiberino),  Amanda Forsythe (Manto), Christian Immler (Tiresia), Aaron Sheehan (Clearte) - Boston Early Music Festival Orchestra. Paul O'Dette & Stephen Stubbs (dir.) - Erato